# Monument aux morts de Papeete
Le monument aux morts de Tahiti est un monument aux morts situé à Papeete (Polynésie française), boulevard Bruat. Il est inauguré en 1928 avec des symboles français et polynésiens rendant hommage aux soldats polynésiens morts au combat durant la première mondiale. Plus de 300 noms de soldats morts pour la France sont gravés dans la pierre par ordre alphabétique.

## Description
Le groupe sculpté présente une femme, grandeur nature et un obélisque qui repose sur un socle massif prolongé de part et d’autre de deux socles hauts. L’ensemble combine bas-relief (étoile), haut-relief (portrait du soldat) et ronde-bosse (représentation féminine, coq).
Sur le bas de l'obélisque, il est gravé

« LES ÉTABLISSEMENTS FRANÇAIS
DE L'OCÉANIE
À LEURS ENFANTS
MORTS POUR LA FRANCE
1914-1918
CE MONUMENT
A ÉTÉ ÉLEVÉ
PAR SOUSCRIPTION PUBLIQUE
OUVERTE PAR DÉCISION
DU GOUVERNEUR
JOCELYN ROBERT »

## Histoire
Le gouverneur Jocelyn Robert impulse l'édification d'un monument dédié à la mémoire des poilus Tahitiens, en lançant une souscription publique. Il n'y a qu'une seule commune à cette époque et le monument commémore l'ensemble des tahitiens.
Le monument aux morts est réalisé par Hippolyte Marius Galy, statuaire et architecte en 1922 ; le monument est fabriqué en métropole et envoyé en pièces détachées. L'ensemble est inauguré le 14 juillet 1923 en présence de la Reine Marau Taʻaroa.
En 2003, l’allégorie de la Patrie «la Marianne» en plâtre blanc est remplacée par une statue de bronze, ainsi que le «coq gaulois», le médaillon et les casques ; ces bronzes sont l’œuvre du sculpteur Jean Cardot, dans les ateliers Saint Jacques & Fonderies de Coubertin, situés à Saint Rémy-lès-Chevreuse.
Le monument aux morts fait l’objet d’un classement le 6 juin 2003.